# Ånden som gjorde opprør
Ånden som gjorde opprør è il secondo album di Mortiis.
Si compone di due lunghe tracce di circa venti minuti, En mørk horisont e Visjoner av en eldgammel fremtid. Pubblicato nel 1995 dalla svedese Cold Meat Industry, fu riedito nel 1996 da Mortiis stesso per Dark Dungeon Music e di nuovo nel 2007 negli Stati Uniti da Projekt.

## Tracce
1. En mørk horisont – 21:09
2. Visjoner av en eldgammel fremtid – 18:27

## Formazione
- Mortiis - tutti gli strumenti, voce